# Eleições legislativas portuguesas de 2011 no distrito de Beja
| Eleições legislativas portuguesas de 2011 Distritos: Aveiro \| Beja \| Braga \| Bragança \| Castelo Branco \| Coimbra \| Évora \| Faro \| Guarda \| Leiria \| Lisboa \| Portalegre \| Porto \| Santarém \| Setúbal \| Viana do Castelo \| Vila Real \| Viseu \| Açores \| Madeira \| Estrangeiro |

## Resultados por Concelho
Os resultados nos concelhos do Distrito de Beja foram os seguintes:

### Aljustrel
| Partido                 | Partido                        | Votos | %               | +/-  |
| ----------------------- | ------------------------------ | ----- | --------------- | ---- |
|                         | Coligação Democrática Unitária | 2 019 | 37,81 / 100,00  | 4,42 |
|                         | Partido Socialista             | 1 683 | 31,52 / 100,00  | 6,21 |
|                         | Partido Social Democrata       | 718   | 13,45 / 100,00  | 6,54 |
|                         | Bloco de Esquerda              | 279   | 5,22 / 100,00   | 4,40 |
|                         | CDS – Partido Popular          | 247   | 4,63 / 100,00   | 1,03 |
|                         | PCTP/MRPP                      | 138   | 2,58 / 100,00   | 1,49 |
|                         | Outros                         | 106   | 1,97 / 100,00   |      |
| Votos Inválidos         | Votos Inválidos                | 150   | 2,81 / 100,00   | 1,26 |
| Total                   | Total                          | 5 340 | 100,00 / 100,00 |      |
| Eleitorado/Participação | Eleitorado/Participação        | 9 037 | 59,09 / 100,00  | 3,91 |

| Freguesia             | %     | %     | %     | %    | %    | %    | Votantes |
| Freguesia             | CDU   | PS    | PSD   | BE   | CDS  | PCTP | Votantes |
| --------------------- | ----- | ----- | ----- | ---- | ---- | ---- | -------- |
| Aljustrel             | 39,87 | 29,54 | 13,80 | 5,25 | 4,62 | 2,12 | 2 877    |
| Ervidel               | 43,58 | 29,43 | 13,17 | 5,04 | 3,74 | 2,11 | 615      |
| Messejana             | 29,70 | 31,77 | 12,78 | 8,08 | 4,70 | 5,26 | 532      |
| Rio de Moinhos        | 39,28 | 27,65 | 11,89 | 7,24 | 6,46 | 4,13 | 387      |
| São João de Negrilhos | 31,65 | 40,47 | 13,56 | 2,80 | 4,41 | 2,15 | 929      |
| Aljustrel             | 37,81 | 31,52 | 13,45 | 5,22 | 4,63 | 2,58 | 5 340    |

### Almodôvar
| Partido                 | Partido                        | Votos | %               | +/-   |
| ----------------------- | ------------------------------ | ----- | --------------- | ----- |
|                         | Partido Social Democrata       | 1 445 | 37,61 / 100,00  | 12,76 |
|                         | Partido Socialista             | 1 254 | 32,64 / 100,00  | 3,79  |
|                         | Coligação Democrática Unitária | 375   | 9,76 / 100,00   | 3,16  |
|                         | CDS – Partido Popular          | 239   | 6,22 / 100,00   | 1,06  |
|                         | Bloco de Esquerda              | 195   | 5,08 / 100,00   | 8,90  |
|                         | PCTP/MRPP                      | 106   | 2,76 / 100,00   | 1,08  |
|                         | Outros                         | 94    | 2,44 / 100,00   |       |
| Votos Inválidos         | Votos Inválidos                | 134   | 3,48 / 100,00   | 0,51  |
| Total                   | Total                          | 3 842 | 100,00 / 100,00 |       |
| Eleitorado/Participação | Eleitorado/Participação        | 7 179 | 53,52 / 100,00  | 5,24  |

| Freguesia                   | %     | %     | %     | %    | %    | %    | Votantes |
| Freguesia                   | PSD   | PS    | CDU   | CDS  | BE   | PCTP | Votantes |
| --------------------------- | ----- | ----- | ----- | ---- | ---- | ---- | -------- |
| Aldeia dos Fernandes        | 32,44 | 39,80 | 12,04 | 5,02 | 3,68 | 2,68 | 299      |
| Almodôvar                   | 39,23 | 29,32 | 9,51  | 6,72 | 6,83 | 1,68 | 1 787    |
| Gomes Aires                 | 38,07 | 39,91 | 5,96  | 5,96 | 2,75 | 0,92 | 218      |
| Rosário                     | 36,33 | 32,33 | 11,00 | 5,33 | 6,33 | 5,67 | 300      |
| Santa Clara-a-Nova          | 35,26 | 32,52 | 14,29 | 5,78 | 3,04 | 3,65 | 329      |
| Santa Cruz                  | 33,33 | 37,91 | 9,41  | 6,36 | 2,54 | 5,09 | 393      |
| São Barnabé                 | 50,47 | 24,45 | 3,76  | 7,52 | 1,57 | 4,70 | 319      |
| Senhora da Graça de Padrões | 23,86 | 47,21 | 13,71 | 3,55 | 6,09 | 1,02 | 197      |
| Almodôvar                   | 37,61 | 32,64 | 9,76  | 6,22 | 5,08 | 2,76 | 3 842    |

### Alvito
| Partido                 | Partido                        | Votos | %               | +/-  |
| ----------------------- | ------------------------------ | ----- | --------------- | ---- |
|                         | Partido Socialista             | 343   | 29,12 / 100,00  | 3,03 |
|                         | Partido Social Democrata       | 328   | 27,84 / 100,00  | 8,97 |
|                         | Coligação Democrática Unitária | 264   | 22,41 / 100,00  | 5,38 |
|                         | CDS – Partido Popular          | 109   | 9,25 / 100,00   | 1,63 |
|                         | Bloco de Esquerda              | 31    | 2,63 / 100,00   | 5,64 |
|                         | PCTP/MRPP                      | 29    | 2,46 / 100,00   | 0,43 |
|                         | Outros                         | 32    | 2,70 / 100,00   |      |
| Votos Inválidos         | Votos Inválidos                | 42    | 3,56 / 100,00   | 2,39 |
| Total                   | Total                          | 1 178 | 100,00 / 100,00 |      |
| Eleitorado/Participação | Eleitorado/Participação        | 2 066 | 57,02 / 100,00  | 7,98 |

| Freguesia            | %     | %     | %     | %     | %    | %    | Votantes |
| Freguesia            | PS    | PSD   | CDU   | CDS   | BE   | PCTP | Votantes |
| -------------------- | ----- | ----- | ----- | ----- | ---- | ---- | -------- |
| Alvito               | 21,01 | 32,12 | 24,65 | 10,94 | 2,60 | 2,60 | 576      |
| Vila Nova da Baronia | 36,88 | 23,75 | 20,27 | 7,64  | 2,66 | 2,33 | 602      |
| Alvito               | 29,12 | 27,84 | 22,41 | 9,25  | 2,63 | 2,46 | 1 178    |

### Barrancos
| Partido                 | Partido                        | Votos | %               | +/-   |
| ----------------------- | ------------------------------ | ----- | --------------- | ----- |
|                         | Partido Socialista             | 211   | 27,87 / 100,00  | 9,20  |
|                         | Partido Social Democrata       | 162   | 21,40 / 100,00  | 11,03 |
|                         | Coligação Democrática Unitária | 157   | 20,74 / 100,00  | 12,66 |
|                         | CDS – Partido Popular          | 113   | 14,93 / 100,00  | 5,51  |
|                         | PCTP/MRPP                      | 25    | 3,30 / 100,00   | 2,46  |
|                         | Bloco de Esquerda              | 21    | 2,77 / 100,00   | 2,57  |
|                         | Outros                         | 20    | 2,64 / 100,00   |       |
| Votos Inválidos         | Votos Inválidos                | 48    | 6,34 / 100,00   | 3,72  |
| Total                   | Total                          | 757   | 100,00 / 100,00 |       |
| Eleitorado/Participação | Eleitorado/Participação        | 1 512 | 50,07 / 100,00  | 11,07 |

| Freguesia | %     | %     | %     | %     | %    | %    | Votantes |
| Freguesia | PS    | PSD   | CDU   | CDS   | PCTP | BE   | Votantes |
| --------- | ----- | ----- | ----- | ----- | ---- | ---- | -------- |
| Barrancos | 27,87 | 21,40 | 20,74 | 14,93 | 3,30 | 2,77 | 757      |
| Barrancos | 27,87 | 21,40 | 20,74 | 14,93 | 3,30 | 2,77 | 757      |

### Beja
| Partido                 | Partido                        | Votos  | %               | +/-   |
| ----------------------- | ------------------------------ | ------ | --------------- | ----- |
|                         | Partido Socialista             | 4 776  | 27,65 / 100,00  | 4,23  |
|                         | Partido Social Democrata       | 4 613  | 26,71 / 100,00  | 10,13 |
|                         | Coligação Democrática Unitária | 4 204  | 24,34 / 100,00  | 3,53  |
|                         | CDS – Partido Popular          | 1 481  | 8,58 / 100,00   | 1,63  |
|                         | Bloco de Esquerda              | 988    | 5,72 / 100,00   | 5,92  |
|                         | PCTP/MRPP                      | 346    | 2,00 / 100,00   | 0,73  |
|                         | Outros                         | 334    | 1,94 / 100,00   |       |
| Votos Inválidos         | Votos Inválidos                | 529    | 3,06 / 100,00   | 0,31  |
| Total                   | Total                          | 17 271 | 100,00 / 100,00 |       |
| Eleitorado/Participação | Eleitorado/Participação        | 30 627 | 56,39 / 100,00  | 4,32  |

| Freguesia                   | %     | %     | %     | %     | %     | %    | Votantes |
| Freguesia                   | PS    | PSD   | CDU   | CDS   | BE    | PCTP | Votantes |
| --------------------------- | ----- | ----- | ----- | ----- | ----- | ---- | -------- |
| Albernoa                    | 34,04 | 14,63 | 35,90 | 5,59  | 2,93  | 2,93 | 376      |
| Baleizão                    | 16,77 | 9,41  | 54,19 | 2,86  | 11,86 | 2,45 | 489      |
| Beja (Salvador)             | 27,09 | 30,02 | 19,49 | 8,93  | 7,26  | 1,80 | 3 001    |
| Beja (Santa Maria da Feira) | 28,70 | 27,56 | 21,65 | 8,24  | 5,73  | 2,27 | 1 589    |
| Beja (Santiago Maior)       | 25,86 | 23,63 | 27,38 | 9,24  | 6,39  | 1,92 | 3 441    |
| Beja (São João Baptista)    | 21,76 | 43,02 | 11,93 | 12,61 | 4,96  | 0,88 | 3 631    |
| Beringel                    | 32,72 | 29,30 | 22,33 | 5,69  | 2,70  | 1,71 | 703      |
| Cabeça Gorda                | 36,20 | 12,21 | 37,45 | 4,44  | 3,74  | 2,77 | 721      |
| Mombeja                     | 41,04 | 17,92 | 18,40 | 9,43  | 4,72  | 4,72 | 212      |
| Nossa Senhora das Neves     | 33,49 | 14,99 | 28,66 | 7,13  | 6,41  | 3,26 | 827      |
| Quintos                     | 39,77 | 10,80 | 38,64 | 5,68  | 3,41  | 0,57 | 176      |
| Salvada                     | 26,97 | 13,49 | 45,39 | 3,62  | 2,14  | 3,78 | 608      |
| Santa Clara de Louredo      | 30,73 | 12,39 | 39,91 | 3,67  | 6,42  | 2,75 | 436      |
| Santa Vitória               | 33,62 | 10,73 | 37,29 | 6,78  | 5,08  | 3,39 | 354      |
| São Brissos                 | 23,08 | 15,38 | 50,00 | 0     | 7,69  | 0    | 52       |
| São Matias                  | 44,76 | 23,08 | 13,64 | 7,69  | 4,55  | 1,05 | 286      |
| Trigaches                   | 36,60 | 20,43 | 20,43 | 7,23  | 5,11  | 4,26 | 235      |
| Trindade                    | 36,57 | 20,15 | 25,37 | 6,72  | 5,22  | 3,73 | 134      |
| Beja                        | 27,65 | 26,71 | 24,34 | 8,58  | 5,72  | 2,00 | 17 271   |

### Castro Verde
| Partido                 | Partido                        | Votos | %               | +/-  |
| ----------------------- | ------------------------------ | ----- | --------------- | ---- |
|                         | Partido Socialista             | 1 070 | 29,93 / 100,00  | 3,51 |
|                         | Coligação Democrática Unitária | 1 008 | 28,20 / 100,00  | 4,39 |
|                         | Partido Social Democrata       | 672   | 18,80 / 100,00  | 7,75 |
|                         | Bloco de Esquerda              | 301   | 8,42 / 100,00   | 4,80 |
|                         | CDS – Partido Popular          | 218   | 6,10 / 100,00   | 0,98 |
|                         | PCTP/MRPP                      | 87    | 2,43 / 100,00   | 1,28 |
|                         | Outros                         | 84    | 2,35 / 100,00   |      |
| Votos Inválidos         | Votos Inválidos                | 135   | 3,78 / 100,00   | 1,52 |
| Total                   | Total                          | 3 575 | 100,00 / 100,00 |      |
| Eleitorado/Participação | Eleitorado/Participação        | 6 612 | 54,07 / 100,00  | 5,21 |

| Freguesia                | %     | %     | %     | %     | %    | %    | Votantes |
| Freguesia                | PS    | CDU   | PSD   | BE    | CDS  | PCTP | Votantes |
| ------------------------ | ----- | ----- | ----- | ----- | ---- | ---- | -------- |
| Casével                  | 33,16 | 30,48 | 13,37 | 11,23 | 2,67 | 5,88 | 187      |
| Castro Verde             | 28,21 | 25,03 | 21,64 | 9,96  | 6,79 | 1,98 | 2 269    |
| Entradas                 | 27,73 | 36,27 | 17,07 | 3,20  | 6,40 | 3,20 | 375      |
| Santa Bárbara de Padrões | 39,85 | 28,60 | 11,62 | 6,27  | 4,06 | 2,95 | 542      |
| São Marcos da Ataboeira  | 23,76 | 45,54 | 14,36 | 3,96  | 6,44 | 1,49 | 202      |
| Castro Verde             | 29,93 | 28,20 | 18,80 | 8,42  | 6,10 | 2,43 | 3 575    |

### Cuba
| Partido                 | Partido                        | Votos | %               | +/-   |
| ----------------------- | ------------------------------ | ----- | --------------- | ----- |
|                         | Coligação Democrática Unitária | 791   | 32,67 / 100,00  | 6,13  |
|                         | Partido Socialista             | 736   | 30,40 / 100,00  | 7,64  |
|                         | Partido Social Democrata       | 491   | 20,28 / 100,00  | 10,57 |
|                         | CDS – Partido Popular          | 143   | 5,91 / 100,00   | 2,17  |
|                         | Bloco de Esquerda              | 79    | 3,26 / 100,00   | 2,53  |
|                         | PCTP/MRPP                      | 49    | 2,02 / 100,00   | 0,77  |
|                         | Outros                         | 51    | 2,11 / 100,00   |       |
| Votos Inválidos         | Votos Inválidos                | 81    | 3,34 / 100,00   | 1,53  |
| Total                   | Total                          | 2 421 | 100,00 / 100,00 |       |
| Eleitorado/Participação | Eleitorado/Participação        | 4 105 | 58,98 / 100,00  | 10,28 |

| Freguesia        | %     | %     | %     | %    | %    | %    | Votantes |
| Freguesia        | CDU   | PS    | PSD   | CDS  | BE   | PCTP | Votantes |
| ---------------- | ----- | ----- | ----- | ---- | ---- | ---- | -------- |
| Cuba             | 32,26 | 28,41 | 21,77 | 7,01 | 3,54 | 1,43 | 1 612    |
| Faro do Alentejo | 40,07 | 39,72 | 8,01  | 2,09 | 2,79 | 2,79 | 287      |
| Vila Alva        | 24,29 | 34,82 | 25,10 | 4,05 | 2,43 | 2,43 | 247      |
| Vila Ruiva       | 34,91 | 28,36 | 20,00 | 5,09 | 2,91 | 4,36 | 275      |
| Cuba             | 32,67 | 30,40 | 20,28 | 5,91 | 3,26 | 2,02 | 2 421    |

### Ferreira do Alentejo
| Partido                 | Partido                        | Votos | %               | +/-  |
| ----------------------- | ------------------------------ | ----- | --------------- | ---- |
|                         | Partido Socialista             | 1 549 | 35,24 / 100,00  | 6,49 |
|                         | Coligação Democrática Unitária | 1 118 | 25,43 / 100,00  | 3,73 |
|                         | Partido Social Democrata       | 897   | 20,40 / 100,00  | 9,05 |
|                         | CDS – Partido Popular          | 312   | 7,10 / 100,00   | 2,22 |
|                         | Bloco de Esquerda              | 209   | 4,75 / 100,00   | 3,07 |
|                         | PCTP/MRPP                      | 116   | 2,64 / 100,00   | 0,86 |
|                         | Outros                         | 74    | 1,68 / 100,00   |      |
| Votos Inválidos         | Votos Inválidos                | 121   | 2,75 / 100,00   | 0,62 |
| Total                   | Total                          | 4 396 | 100,00 / 100,00 |      |
| Eleitorado/Participação | Eleitorado/Participação        | 7 539 | 58,31 / 100,00  | 1,44 |

| Freguesia               | %     | %     | %     | %     | %    | %    | Votantes |
| Freguesia               | PS    | CDU   | PSD   | CDS   | BE   | PCTP | Votantes |
| ----------------------- | ----- | ----- | ----- | ----- | ---- | ---- | -------- |
| Alfundão                | 46,84 | 19,20 | 19,67 | 4,92  | 3,75 | 1,64 | 427      |
| Canhestros              | 34,66 | 25,99 | 20,58 | 7,58  | 5,42 | 3,25 | 277      |
| Ferreira do Alentejo    | 28,46 | 26,55 | 24,26 | 7,66  | 5,74 | 2,95 | 2 403    |
| Figueira dos Cavaleiros | 37,80 | 32,24 | 14,29 | 5,56  | 3,54 | 2,91 | 791      |
| Odivelas                | 57,84 | 11,76 | 13,40 | 6,86  | 1,31 | 1,63 | 306      |
| Peroguarda              | 48,44 | 18,23 | 9,90  | 10,94 | 4,17 | 0,52 | 192      |
| Ferreira do Alentejo    | 35,24 | 25,43 | 20,40 | 7,10  | 4,75 | 2,64 | 4 396    |

### Mértola
| Partido                 | Partido                        | Votos | %               | +/-  |
| ----------------------- | ------------------------------ | ----- | --------------- | ---- |
|                         | Partido Socialista             | 1 289 | 32,58 / 100,00  | 5,05 |
|                         | Coligação Democrática Unitária | 1 217 | 30,76 / 100,00  | 4,91 |
|                         | Partido Social Democrata       | 675   | 17,06 / 100,00  | 8,31 |
|                         | CDS – Partido Popular          | 198   | 5,01 / 100,00   | 1,09 |
|                         | Bloco de Esquerda              | 153   | 3,87 / 100,00   | 2,96 |
|                         | PCTP/MRPP                      | 137   | 3,46 / 100,00   | 1,31 |
|                         | Outros                         | 104   | 2,63 / 100,00   |      |
| Votos Inválidos         | Votos Inválidos                | 189   | 4,62 / 100,00   | 1,42 |
| Total                   | Total                          | 3 956 | 100,00 / 100,00 |      |
| Eleitorado/Participação | Eleitorado/Participação        | 7 147 | 55,35 / 100,00  | 8,84 |

| Freguesia                 | %     | %     | %     | %    | %    | %    | Votantes |
| Freguesia                 | PS    | CDU   | PSD   | CDS  | BE   | PCTP | Votantes |
| ------------------------- | ----- | ----- | ----- | ---- | ---- | ---- | -------- |
| Alcaria Ruiva             | 30,48 | 34,64 | 20,32 | 4,62 | 2,31 | 3,00 | 433      |
| Corte do Pinto            | 32,05 | 29,16 | 14,94 | 6,75 | 3,37 | 3,37 | 415      |
| Espírito Santo            | 35,29 | 27,27 | 17,65 | 6,95 | 2,67 | 4,81 | 187      |
| Mértola                   | 31,28 | 31,09 | 15,45 | 4,32 | 5,53 | 2,80 | 1 573    |
| Santana de Cambas         | 35,42 | 21,88 | 24,74 | 5,99 | 2,34 | 3,65 | 384      |
| São João dos Caldeireiros | 24,55 | 43,71 | 14,37 | 5,39 | 1,80 | 4,19 | 334      |
| São Miguel do Pinheiro    | 41,36 | 28,33 | 13,03 | 4,25 | 3,40 | 5,67 | 353      |
| São Pedro de Solis        | 29,51 | 18,03 | 31,97 | 5,74 | 4,92 | 5,74 | 122      |
| São Sebastião dos Carros  | 42,58 | 34,84 | 13,55 | 3,87 | 2,58 | 1,29 | 155      |
| Mértola                   | 32,58 | 30,76 | 17,06 | 5,01 | 3,87 | 3,46 | 3 956    |

### Moura
| Partido                 | Partido                        | Votos  | %               | +/-  |
| ----------------------- | ------------------------------ | ------ | --------------- | ---- |
|                         | Partido Socialista             | 2 255  | 35,55 / 100,00  | 4,53 |
|                         | Coligação Democrática Unitária | 1 503  | 23,70 / 100,00  | 2,05 |
|                         | Partido Social Democrata       | 1 341  | 21,14 / 100,00  | 7,25 |
|                         | CDS – Partido Popular          | 512    | 8,07 / 100,00   | 1,82 |
|                         | Bloco de Esquerda              | 214    | 3,37 / 100,00   | 5,17 |
|                         | PCTP/MRPP                      | 179    | 2,82 / 100,00   | 1,25 |
|                         | Outros                         | 103    | 1,63 / 100,00   |      |
| Votos Inválidos         | Votos Inválidos                | 236    | 3,72 / 100,00   | 1,08 |
| Total                   | Total                          | 6 343  | 100,00 / 100,00 |      |
| Eleitorado/Participação | Eleitorado/Participação        | 13 839 | 45,83 / 100,00  | 1,76 |

| Freguesia                   | %     | %     | %     | %     | %    | %    | Votantes |
| Freguesia                   | PS    | CDU   | PSD   | CDS   | BE   | PCTP | Votantes |
| --------------------------- | ----- | ----- | ----- | ----- | ---- | ---- | -------- |
| Amareleja                   | 30,82 | 36,26 | 14,41 | 5,73  | 3,91 | 4,68 | 1 048    |
| Moura (Santo Agostinho)     | 32,62 | 15,62 | 29,76 | 10,62 | 3,47 | 2,26 | 1 818    |
| Moura (São João Baptista)   | 34,21 | 21,36 | 22,80 | 8,32  | 5,37 | 2,29 | 1 526    |
| Póvoa de São Miguel         | 46,80 | 7,88  | 26,35 | 10,59 | 0,99 | 1,48 | 406      |
| Safara                      | 38,28 | 27,45 | 14,83 | 7,21  | 2,61 | 3,21 | 499      |
| Santo Aleixo da Restauração | 48,45 | 25,91 | 11,66 | 4,66  | 0,52 | 3,11 | 386      |
| Santo Amador                | 28,33 | 49,58 | 8,75  | 2,08  | 0,83 | 3,33 | 240      |
| Sobral da Adiça             | 43,10 | 29,76 | 12,86 | 7,14  | 1,67 | 2,86 | 420      |
| Moura                       | 35,55 | 23,70 | 21,14 | 8,07  | 3,37 | 2,82 | 6 343    |

### Odemira
| Partido                 | Partido                               | Votos  | %               | +/-   |
| ----------------------- | ------------------------------------- | ------ | --------------- | ----- |
|                         | Partido Socialista                    | 3 476  | 27,43 / 100,00  | 7,72  |
|                         | Partido Social Democrata              | 3 205  | 25,29 / 100,00  | 10,47 |
|                         | Coligação Democrática Unitária        | 2 513  | 19,83 / 100,00  | 3,18  |
|                         | CDS – Partido Popular                 | 1 042  | 8,22 / 100,00   | 1,73  |
|                         | Bloco de Esquerda                     | 898    | 7,09 / 100,00   | 4,81  |
|                         | PCTP/MRPP                             | 423    | 3,34 / 100,00   | 1,02  |
|                         | Partido pelos Animais e pela Natureza | 144    | 1,14 / 100,00   | Novo  |
|                         | Outros                                | 391    | 3,10 / 100,00   |       |
| Votos Inválidos         | Votos Inválidos                       | 580    | 4,58 / 100,00   | 0,86  |
| Total                   | Total                                 | 12 672 | 100,00 / 100,00 |       |
| Eleitorado/Participação | Eleitorado/Participação               | 21 675 | 58,46 / 100,00  | 2,07  |

| Freguesia                  | %     | %     | %     | %     | %     | %    | %    | Votantes |
| Freguesia                  | PS    | PSD   | CDU   | CDS   | BE    | PCTP | PAN  | Votantes |
| -------------------------- | ----- | ----- | ----- | ----- | ----- | ---- | ---- | -------- |
| Bicos                      | 26,37 | 20,55 | 25,68 | 7,53  | 3,08  | 6,51 | 1,71 | 292      |
| Boavista dos Pinheiros     | 28,68 | 17,65 | 25,12 | 5,02  | 11,15 | 4,17 | 1,10 | 816      |
| Colos                      | 30,33 | 24,26 | 19,85 | 7,54  | 5,33  | 2,94 | 0,55 | 544      |
| Longueira / Almograve      | 24,00 | 39,67 | 8,50  | 11,00 | 7,00  | 2,67 | 1,83 | 600      |
| Luzianes-Gare              | 26,39 | 20,37 | 30,09 | 3,70  | 5,56  | 4,17 | 0,93 | 216      |
| Odemira (Santa Maria)      | 21,23 | 27,26 | 25,48 | 9,86  | 8,63  | 2,19 | 0,55 | 730      |
| Odemira (São Salvador)     | 25,33 | 28,14 | 21,01 | 7,94  | 8,64  | 3,12 | 0,50 | 995      |
| Pereiras-Gare              | 19,01 | 17,61 | 26,76 | 6,34  | 4,93  | 3,52 | 0,70 | 142      |
| Relíquias                  | 33,47 | 17,05 | 30,11 | 4,21  | 4,21  | 4,42 | 0,84 | 475      |
| Saboia                     | 34,26 | 24,39 | 12,46 | 10,90 | 5,54  | 3,81 | 0,52 | 578      |
| Santa Clara-a-Velha        | 39,50 | 24,31 | 12,98 | 8,29  | 3,87  | 3,31 | 0,55 | 362      |
| São Luís                   | 25,19 | 26,05 | 23,48 | 7,79  | 4,66  | 3,42 | 1,43 | 1 052    |
| São Martinho das Amoreiras | 34,31 | 25,50 | 12,48 | 7,71  | 4,40  | 3,49 | 1,10 | 545      |
| São Teotónio               | 28,92 | 20,49 | 19,42 | 8,35  | 7,28  | 4,24 | 1,36 | 2 431    |
| Vale de Santiago           | 17,21 | 18,03 | 42,90 | 9,56  | 5,46  | 1,09 | 0,82 | 366      |
| Vila Nova de Milfontes     | 24,80 | 31,86 | 15,15 | 8,63  | 8,87  | 2,35 | 1,76 | 2 040    |
| Zambujeira do Mar          | 28,89 | 29,92 | 12,50 | 10,86 | 8,61  | 2,46 | 0,41 | 488      |
| Odemira                    | 27,43 | 25,29 | 19,83 | 8,22  | 7,09  | 3,34 | 1,14 | 12 672   |

### Ourique
| Partido                 | Partido                        | Votos | %               | +/-   |
| ----------------------- | ------------------------------ | ----- | --------------- | ----- |
|                         | Partido Social Democrata       | 1 175 | 39,90 / 100,00  | 9,65  |
|                         | Partido Socialista             | 843   | 28,62 / 100,00  | 10,40 |
|                         | Coligação Democrática Unitária | 408   | 13,85 / 100,00  | 0,38  |
|                         | CDS – Partido Popular          | 192   | 6,52 / 100,00   | 1,41  |
|                         | Bloco de Esquerda              | 83    | 2,82 / 100,00   | 2,72  |
|                         | PCTP/MRPP                      | 60    | 2,04 / 100,00   | 1,07  |
|                         | Outros                         | 76    | 2,59 / 100,00   |       |
| Votos Inválidos         | Votos Inválidos                | 108   | 3,67 / 100,00   | 0,38  |
| Total                   | Total                          | 2 945 | 100,00 / 100,00 |       |
| Eleitorado/Participação | Eleitorado/Participação        | 4 979 | 59,15 / 100,00  | 9,23  |

| Freguesia        | %     | %     | %     | %    | %    | %    | Votantes |
| Freguesia        | PSD   | PS    | CDU   | CDS  | BE   | PCTP | Votantes |
| ---------------- | ----- | ----- | ----- | ---- | ---- | ---- | -------- |
| Conceição        | 32,91 | 40,51 | 13,92 | 2,53 | 1,27 | 1,27 | 79       |
| Garvão           | 32,71 | 29,23 | 16,01 | 8,58 | 1,39 | 3,02 | 431      |
| Ourique          | 39,89 | 29,20 | 12,70 | 6,96 | 3,16 | 1,72 | 1 394    |
| Panoias          | 30,36 | 33,04 | 22,32 | 3,57 | 4,17 | 2,38 | 336      |
| Santa Luzia      | 28,35 | 25,26 | 28,35 | 4,12 | 2,58 | 5,67 | 194      |
| Santana da Serra | 57,73 | 23,09 | 4,11  | 7,05 | 2,54 | 0,59 | 511      |
| Ourique          | 39,90 | 28,62 | 13,85 | 6,52 | 2,82 | 2,04 | 2 945    |

### Serpa
| Partido                 | Partido                        | Votos  | %               | +/-  |
| ----------------------- | ------------------------------ | ------ | --------------- | ---- |
|                         | Coligação Democrática Unitária | 2 744  | 37,26 / 100,00  | 2,46 |
|                         | Partido Socialista             | 1 956  | 26,56 / 100,00  | 1,98 |
|                         | Partido Social Democrata       | 1 365  | 18,53 / 100,00  | 5,36 |
|                         | CDS – Partido Popular          | 435    | 5,91 / 100,00   | 0,89 |
|                         | Bloco de Esquerda              | 290    | 3,94 / 100,00   | 4,54 |
|                         | PCTP/MRPP                      | 192    | 2,61 / 100,00   | 1,04 |
|                         | Outros                         | 129    | 1,75 / 100,00   |      |
| Votos Inválidos         | Votos Inválidos                | 254    | 3,45 / 100,00   | 0,81 |
| Total                   | Total                          | 7 365  | 100,00 / 100,00 |      |
| Eleitorado/Participação | Eleitorado/Participação        | 14 179 | 51,94 / 100,00  | 3,29 |

| Freguesia                | %     | %     | %     | %    | %    | %    | Votantes |
| Freguesia                | CDU   | PS    | PSD   | CDS  | BE   | PCTP | Votantes |
| ------------------------ | ----- | ----- | ----- | ---- | ---- | ---- | -------- |
| Aldeia Nova de São Bento | 38,55 | 24,36 | 19,34 | 5,29 | 2,61 | 3,35 | 1 494    |
| Brinches                 | 35,65 | 33,76 | 12,87 | 4,22 | 5,70 | 4,64 | 474      |
| Pias                     | 59,72 | 18,14 | 10,29 | 2,78 | 3,32 | 2,17 | 1 477    |
| Serpa (Salvador)         | 18,30 | 28,91 | 28,63 | 9,56 | 5,64 | 1,88 | 1 809    |
| Serpa (Santa Maria)      | 25,44 | 33,79 | 21,07 | 6,48 | 4,99 | 3,74 | 802      |
| Vale de Vargo            | 57,77 | 18,56 | 7,77  | 7,20 | 2,46 | 2,46 | 528      |
| Vila Verde de Ficalho    | 35,47 | 34,83 | 17,29 | 4,10 | 2,56 | 1,41 | 781      |
| Serpa                    | 37,26 | 26,56 | 18,53 | 5,91 | 3,94 | 2,61 | 7 365    |

### Vidigueira
| Partido                 | Partido                        | Votos | %               | +/-  |
| ----------------------- | ------------------------------ | ----- | --------------- | ---- |
|                         | Partido Socialista             | 867   | 30,73 / 100,00  | 4,74 |
|                         | Coligação Democrática Unitária | 690   | 24,46 / 100,00  | 4,19 |
|                         | Partido Social Democrata       | 624   | 22,12 / 100,00  | 8,73 |
|                         | CDS – Partido Popular          | 221   | 7,83 / 100,00   | 2,27 |
|                         | Bloco de Esquerda              | 149   | 5,28 / 100,00   | 5,62 |
|                         | PCTP/MRPP                      | 93    | 3,30 / 100,00   | 1,40 |
|                         | Outros                         | 64    | 2,26 / 100,00   |      |
| Votos Inválidos         | Votos Inválidos                | 113   | 4,00 / 100,00   | 1,29 |
| Total                   | Total                          | 2 821 | 100,00 / 100,00 |      |
| Eleitorado/Participação | Eleitorado/Participação        | 5 243 | 53,81 / 100,00  | 5,67 |

| Freguesia      | %     | %     | %     | %     | %    | %    | Votantes |
| Freguesia      | PS    | CDU   | PSD   | CDS   | BE   | PCTP | Votantes |
| -------------- | ----- | ----- | ----- | ----- | ---- | ---- | -------- |
| Pedrógão       | 27,79 | 45,75 | 11,15 | 3,21  | 5,10 | 4,35 | 529      |
| Selmes         | 43,13 | 25,06 | 15,42 | 4,34  | 4,10 | 2,89 | 415      |
| Vidigueira     | 28,72 | 14,73 | 30,12 | 10,97 | 5,08 | 2,43 | 1 358    |
| Vila de Frades | 29,09 | 27,75 | 17,73 | 7,13  | 6,94 | 4,82 | 519      |
| Vidigueira     | 30,73 | 24,46 | 22,12 | 7,83  | 5,28 | 3,30 | 2 821    |